# Iceland Airwaves

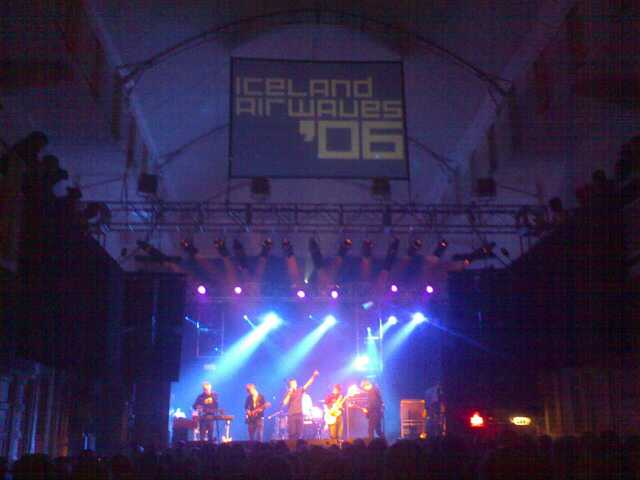
Festival em 2006.

Iceland Airwaves é um festival de música anual que acontece em Reykjavík, a capital da Islândia na terceira semana de outubro. Geralmente tem duração de cinco dias (de quarta-feira a domingo) e o seu principal foco é mostrar a nova música tanto islandesa quanto internacional.
O primeiro festival foi feito em 1999, realizado no aeroporto de Reykjavík. Subsequentemente se tornou um dos principais festivais para revelar novos talentos da música mundial, com cobertura de centenas de jornalistas e do pessoal da indústria musical. 